# Mocja
Mocja (od łac. motio „poruszanie, ruch”) – zjawisko zmiany rodzaju gramatycznego rzeczownika przez proces słowotwórczy w obrębie jednego leksemu, z reguły z rodzaju męskiego na żeński (feminatywy), występujący w przypadku imion i nazwisk, nazw zawodów i nazw zwierząt. Także różnorodność końcówek gramatycznych z powodu zmiany rodzaju.
Podstawowe sposoby to:
- sufiksacja (np. autor – autorka)[4],
- zmiana paradygmatu fleksyjnego (np. Stanisław – imię kobiece Stanisława).

Różnie rozpatruje się zjawisko mocji nazwisk, które bywa przedmiotem kontrowersji. Na przykład w standardowym języku czeskim mocja nazwisk jest dobrze ugruntowana i następuje za pomocą końcówki -ová, dodanej do nazwiska męża, natomiast w języku angielskim nie występuje nigdy. Rada Języka Polskiego zaleca zmianę końcówki tylko w przypadku nazwisk zakończonych na -ski, -cki, -dzki.
Mocja jest szczególnie produktywna w językach germańskich – niemieckim i niderlandzkim, w innych językach europejskich występuje rzadko bądź w niewielkim stopniu, np. w języku angielskim: actor → actress. W niektórych językach, np. hiszpańskim zmiana rodzaju może odbywać się bez mocji, ze zmianą rodzajnika: el estudiante → la estudiante.
Zjawisko istnienia różnych wyrazów dla różnych płci, np. w parach: mężczyzna-kobieta, ojciec-matka, syn-córka, gdzie każdy z wyrazów ma inne podłoże językowe, nie jest uważane za przejaw mocji .